# John Brown (scrittore)
John Brown (Cottonwood, 1º aprile 1966) è uno scrittore statunitense.

## Biografia
Nato a Cottonwood, nello Utah, John Brown è cresciuto prevalentemente a Bountiful, sempre nello Utah. Ha passato molti anni lavorando nel vivaio floreale della sua famiglia. In seguito a varie altre esperienze lavorative, alla sua laurea in Arte e al master in Ragioneria, Brown si è avvicinato e ha ancor di più approfondito il suo interesse per la scrittura fantasy che aveva sin da quando era ragazzo. Grazie all'ambiente in cui ora vive (nell'entroterra dello Utah con sua moglie e le sue quattro figlie), è riuscito a trovare l'ispirazione per il primo dei suoi libri fantasy, Servo di un dio oscuro.
Infatti, nel 2008 ha firmato un contratto con la casa editrice Tor Books per una trilogia di genere fantasy epico che dovrebbe segnare l'inizio di una serie e che si basa sul primo libro pubblicato nel 2009 in America e in Italia nel 2011, ovvero Servo di un dio oscuro dalla casa editrice Armenia.
Nel frattempo, non ha comunque abbandonato il posto di istruttore anziano per una software house ERP americana, al quale si dedica intervallando i suoi impegni da neo-scrittore.

## Opere
(elenco parziale)

### Thriller
- Bad Penny, 2013, ISBN 978-1-9404-2705-8.

### Epic Fantasy
- Servant of a Dark God, 2009, ISBN 978-0-7653-2235-7.
- Servant: The Dark God Book 1, 2013, ISBN 978-1-9404-2703-4.
- Curse: The Dark God Book 2, 2014, ISBN 978-1-9404-2708-9.
- Raveler: The Dark God Book 3, 2014, ISBN 978-1-9404-2710-2.

### Novelle
- The Scent of Desire (pubblicato sotto lo pseudonimo di Bo Griffin in  L. Ron Hubbard Presents Writers of the Future, vol. 13, 1997, ISBN 978-1-57318-064-1.)
- Loose in the Wires (pubblicato in  InterGalactic Medicine Show, n. 1, 2005.)
- Bright Waters (pubblicato in  Lady Churchill's Rosebud Wristlet, n. 17, 2005.)
- From the Clay of His Heart (pubblicato in  InterGalactic Medicine Show, n. 8, 2008.)